# Hazelight Studios
A Hazelight Studios é uma desenvolvedora de jogos eletrônicos com sede em Estocolmo, Suécia. Fundada pelo diretor Josef Fares em 2014, a empresa é mais conhecida por desenvolver jogos multijogador cooperativos, como A Way Out (2018) e It Takes Two (2021). Ambos os jogos foram publicados pela Electronic Arts sob o selo EA Originals.

## História

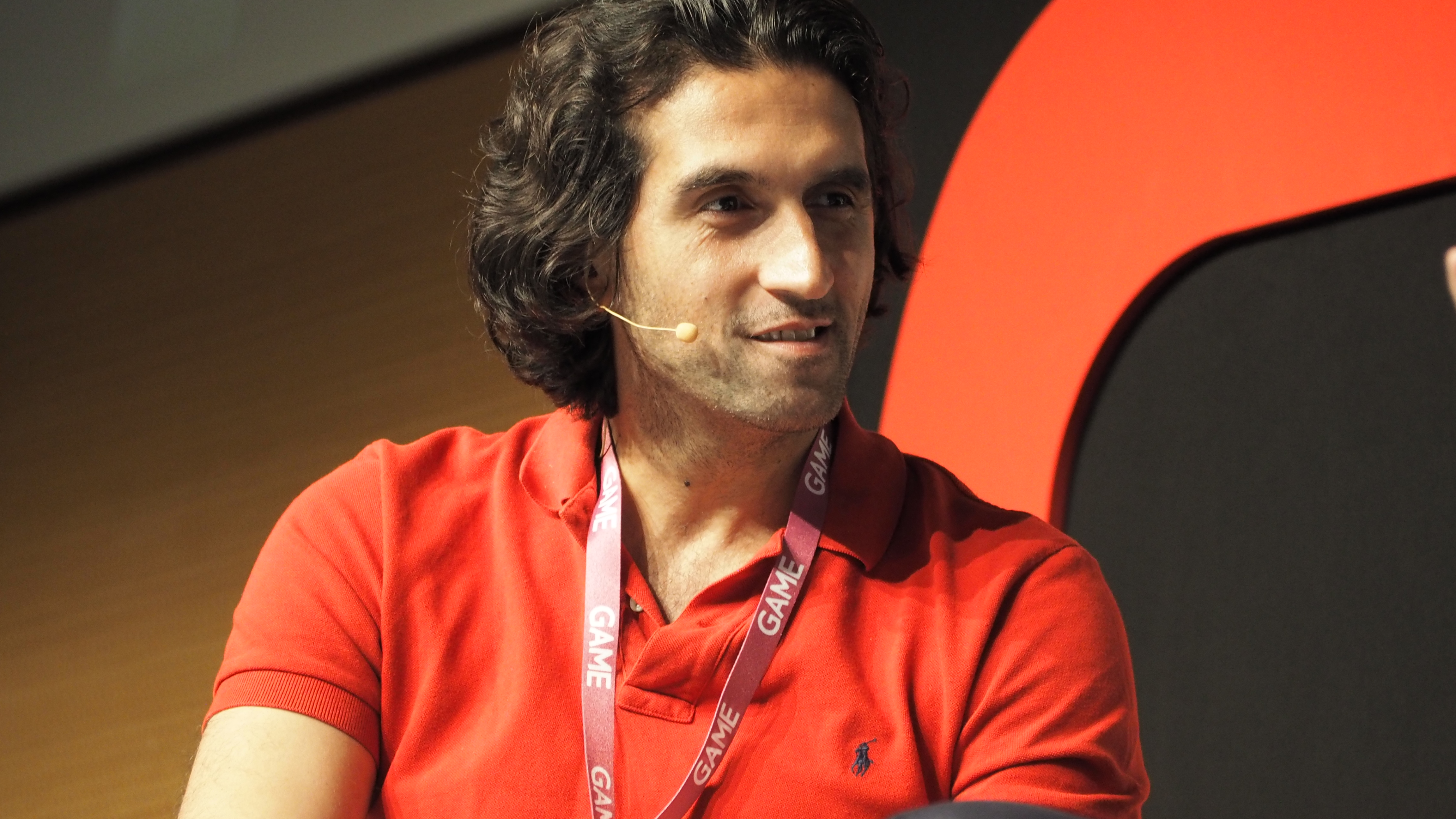
Josef Fares, fundador e diretor criativo do estúdio.

Antes de fundar a Hazelight, Josef Fares foi diretor de cinema. Seu primeiro projeto de jogo eletrônico foi Brothers: A Tale of Two Sons da Starbreeze Studios, que recebeu aclamação da crítica quando foi lançado em 2013. Após o sucesso de Brothers, Fares decidiu fundar uma nova produtora de jogos eletrônicos com sede em Estocolmo, Suécia, com o foco na criação de um jogo maduro e focado em história. Ele foi acompanhado pela equipe principal de desenvolvimento de Brothers da Starbreeze, que incluía Claes Engdal, Emil Claeson, Anders Olsson e Filip Coulianos. O estúdio foi anunciado no The Game Awards 2014 pela editora Electronic Arts, que também revelou que publicaria o primeiro título do estúdio. A EA permitiu que a Hazelight compartilhasse espaço na DICE para que eles pudessem se concentrar totalmente na criação de seu jogo.
O primeiro jogo da empresa, A Way Out, foi anunciado pela EA na E3 2017. Fazia parte da EA Originals, uma iniciativa da EA para oferecer suporte a jogos independentes. O programa permitiu que a Hazelight retivesse o controle criativo total enquanto recebia a maior parte do lucro do jogo depois que o custo de desenvolvimento fosse recuperado. A EA deu à equipe um orçamento de 3,7 milhões de dólares. O jogo foi lançado em março de 2018 e recebeu avaliações positivas, vendendo 1 milhão de cópias em 2 semanas. O estúdio fez parceria com a EA novamente para seu segundo título, It Takes Two, um jogo de plataforma cooperativo lançado em março de 2021. O título venceu o prêmio de Jogo do Ano no The Game Awards 2021.

## Jogos
| Ano  | Título        | Plataforma(s)                                                               | Publicadora     |
| ---- | ------------- | --------------------------------------------------------------------------- | --------------- |
| 2018 | A Way Out     | Microsoft Windows, PlayStation 4 e Xbox One                                 | Electronic Arts |
| 2021 | It Takes Two  | Microsoft Windows, PlayStation 4, PlayStation 5, Xbox One e Xbox Series X/S | Electronic Arts |
| 2025 | Split Fiction | Windows, PlayStation 5 e Xbox Series X/S                                    | Electronic Arts |